# 千葉県立一宮商業高等学校
千葉県立一宮商業高等学校（ちばけんりつ いちのみやしょうぎょうこうとうがっこう）は、千葉県長生郡一宮町一宮に所在する公立の商業高等学校。

## 設置学科
2015年（平成27年）からくくり募集となり、2年次に各学科に分かれる。
- 商業科
- 情報処理科

## 沿革
- 1927年4月 - 甲種実業学校として文部大臣の許可を受け、校名を一宮実業学校とする。
- 1928年7月 - 一宮町立に移管され、一宮町立一宮実業学校となる。
- 1936年4月 - 県立に移管され、千葉県立一宮実業学校となる。
- 1948年4月 - 新制度により、千葉県立一宮実業高等学校と改称する。
- 1950年4月 - 千葉県立長生第一高等学校商業課程（一宮校舎）となる。
- 1953年4月 - 独立復帰し、千葉県立一宮商業高等学校となる。
- 1971年4月 - 情報処理科設置。全国に先がけて情報処理教育を推進する。
- 2003年4月 - 3学期制から2学期制へ移行する。

## 部活動
運動部
- 野球部
- サッカー部
- ソフトテニス部
- バレーボール部
- バスケットボール部
- 卓球部
- バドミントン部
- 剣道部
- 柔道部

文化部
- 吹奏楽部
- 書道部
- 生花茶道部
- 電算部
- ビジネス研究部
- 簿記部
- 珠算部
- 写真部
- 軽音楽同好会

## 著名な出身者
- 金子健一（元衆議院議員）
- 土屋元（勝浦市長）
- 石岡康三（元プロ野球選手）
- 小林通孝（声優）

## 交通
- JR外房線上総一ノ宮駅より徒歩12分